# Тимофеј Прокофјев
Тимофеј Иљич Прокофјев (Лукијаново, 2. фебруар 1913 — Николајев, 26. март 1944) je совјетски херој ромске националности, члан 2. чете 384. морнаричког батаљона Одешке поморске базе Црноморске флоте. Поред својих заслуга, упамћен је и као једини припадник ромске националности који је награђен титулом Хероја Совјетског Савеза и Орденом Лењина.

## Биографија
Рођен је 26. марта 1913. године у сеоској ромској породици у насељу Лукијаново. По завршетку седмогодишње школе радио је на колхозу. Служио је активну војну службу у јединицама авијације. Након служења у војсци, радио је у граду Углич на водном транспорту.
Од почетка сукоба на Источном фронту, Прокофјев је био ослобођен мобилизације. Након што је априла 1942. његов млађи брат Василиј погинуо у борби за град Бели, затражио је од регрутне комисије да га пошаље на фронт. Од фебруара 1943. Прокофјев учествује у Новоросијској десантној операцији. Тамо је рањен и лечен у болници у граду Геленџику. Септембра 1943. Прокофјев је кренуо у јуриш на град Новоросијск. У новембру 1943. Прокофјев се искрцао на Керчанско полуострво и неколико недеља водио борбе да задржи и прошири заузети мостобран на обали Крима. Тада је други пут рањен, али је одбио хоспитализацију.
У другој половини марта 1944. године трупе 28. армије почеле су борбе за ослобађање града Николајева. Одред је два дана водио крваве борбе, одбио је 18 жестоких непријатељских напада, док је уништио до 700 непријатељских војника и официра. Током последњег напада, нацисти су користили бацаче пламена и отровне супстанце, а у борби је страдао и Тимофеј Прокофјев. Совјетске трупе су град ослободиле 28. марта 1944. године.
Сахрањен је у масовној гробници на Тргу „68 падобранаца” у Николајеву. Указом Президијума Врховног совјета Совјетског Савеза од 20. априла 1945. године за примерно извођење борбених задатака команде на фронту борбе против немачких освајача и истовремено исказану храброст и херојство, Тимофеју Прокофјеву постхумно је додељено звање Хероја Совјетског Савеза, а одликован је и Орденом Лењина.